# هیگیرویل، آرکانزاس
هیگیرویل (به انگلیسی: Hagarville) یک منطقهٔ مسکونی در ایالات متحده آمریکا است که در شهرستان جانسون، آرکانزاس واقع شده‌است. هیگیرویل ۱۰٫۷۸ کیلومتر مربع مساحت و ۸۱۲ نفر جمعیت دارد و ۱۶۱٫۸۵ متر بالاتر از سطح دریا واقع شده‌است.